# 温德河山脉
温德河山脉（英語：Wind River Range）是美国西怀俄明州洛磯山脈的一支子脉，走向为西北-东南，绵延100英里（160）。大陆分水岭沿着该山脉的山冠前行，其中有怀俄明州的最高点——甘尼特峰，高13,804英尺（4,207）。除此之外，温德河山脉还有超过40座海拔13,000英尺（4,000）的山脉。除了蒂顿山脉的大蒂顿峰（the Grand Teton）外，怀俄明州接下来的19座最高峰也同样位于温德河山脉之中。温德河山脉由两座大型国家森林、三片原野地区构成。其中，肖松尼国家森林位于大陆分水岭东边，布里杰-蒂顿国家森林在其西边。这两座国家森林，以及整座山脉，都是大黄石生态系统的一部分。此外，温德河山脉有一部分位于温德河印第安保护区内。